# Boarmia maculata
Boarmia maculata är en fjärilsart som beskrevs av Matsumura 1925. Boarmia maculata ingår i släktet Boarmia och familjen mätare. Inga underarter finns listade i Catalogue of Life.